# Dominik Spohr
Dominik Spohr (Hagen, 24 aprile 1989) è un cestista tedesco.